# Gurpreet Singh Sandhu
Pour les articles homonymes, voir Singh.
Gurpreet Singh Sandhu, né le 3 février 1992 à Mumbai dans l'État du Maharashtra, est un footballeur international indien, qui évolue au poste de gardien de but.
Il est le premier indien à jouer un match de championnat de première division européenne et c'est le cinquième indien à être professionnel en Europe après Mohammed Salim, Baichung Bhutia, Sunil Chhetri et Subrata Pal. Il est aussi le premier indien à jouer en Ligue Europa.

## Biographie

### Carrière en club
Gurpreet Singh Sandhu joue à l'East Bengal puis au Pailan Arrows, dans le championnat indien de 2009 à 2014.
Le 15 août 2014, il signe un contrat de trois ans avec le club norvégien du Stabæk, et devient le cinquième indien à signer un contrat professionnel dans un championnat européen.
Le 22 avril 2015, il fait ses débuts en équipe première, lors d'une victoire 6-0 contre l'IL Runar, lors du premier tour de la Coupe de Norvège. C'est sa seule rencontre durant la saison 2015.
Le 29 mai 2016, il a fait ses débuts en Tippeligaen lors de la 13e journée, contre l'IK Start lors d'une victoire 5-0, et devent le premier footballeur indien à jouer dans une première division européenne. Puis le 30 juin 2016, il est le premier footballeur indien à jouer en Ligue Europa contre le Connah's Quay Nomads. Il commence la rencontre comme titulaire, et sort du terrain à la 30e minute de jeu.

### Carrière internationale
Gurpreet Singh Sandhu compte 13 sélections avec l'équipe d'Inde depuis 2011. Depuis 2016, il est le capitaine de la sélection indienne. 
Il est convoqué pour la première fois en équipe d'Inde par le sélectionneur national Bob Houghton, pour un match amical contre la Turkménistan le 25 mars 2011. Il entre à la 55e minute de la rencontre, à la place de Chinadorai Sabeeth. Le match se solde par un match nul de 1-1. 
Il fait partie de la liste des 23 joueurs indiens sélectionnés pour disputer la Coupe d'Asie de 2011 au Qatar. Il ne dispute aucune rencontre lors du tournoi. 